# Lind Ridge
Lind Ridge är en bergstopp i Antarktis. Den ligger i Västantarktis. Inget land gör anspråk på området. Toppen på Lind Ridge är 2 204 meter över havet.
Terrängen runt Lind Ridge är varierad. Trakten är obefolkad. Det finns inga samhällen i närheten.